# L’Étoile de Kléber
Das L’Étoile de Kléber war ein bekanntes Bordell in Paris, das dadurch besondere Berühmtheit erwarb, dass es sich am hartnäckigsten dem 1946 ausgesprochenen Bordellverbot nach Marthe Richard widersetzte und seinen Betrieb im Verborgenen weiter aufrechterhielt.
Das Étoile de Kleber befand sich in der Rue Paul-Valéry Nr. 4 und wurde von einer gewissen Aline Soccodato, genannt Madame Billy, gegründet und geleitet.

## Die Betreiberin
Soccodato wurde als Aline Roblot 1901 in Morey-Saint-Denis geboren. Früh Vollwaise geworden, bekam sie nicht mehr Bildung als Grundschule, so arbeitete sie zuerst auf einem Bauernhof, bevor sie, nach einer nicht wirklich erfüllenden Kurzliebesbeziehung, 1921 in Dole als Verkäuferin in den Nouvelles Galeries begann. Sie ging nach Paris, da sie hoffte, als Prostituierte mehr zu verdienen, und lernte dort die amerikanische Milliardärin und Lesbe Grace Palmier kennen, die sie in die höheren Kreise und ein Leben in Luxus einführte. Grace nannte Aline, auf die Gedichte Pierre Louÿs’ anspielend, Bilitis, die Verkleinerungsform Billy blieb ihr Spitzname.

## Die Bordelle
Roblot lernte den Sänger Soccodato kennen, der unter dem Namen Josselin in L’Éuropéen und im Casino de Paris auftrat, lebte mit ihm zwei Jahre in wilder Ehe und heiratete ihn vor dem Bürgermeister des 16. Arrondissements. Aline, die mit Kenntnisnahme ihres Partners weiterhin in Stundenhotels gearbeitet hatte, hatte selbst Pläne für ein eigenes Bordell. So eröffnete sie 1938 in der Rue Cardinet 47 ihr erstes Haus, ließ sich Madame Billy nennen und wurde bald sehr beliebt. Persönlichkeiten aus den höchsten Kreisen gingen rasch bei ihr ein und aus:

„Ein ehemaliger Staatsrat spielte bei ihr „Demoiselle“, zog sich Strumpfhalter und raschelnde Höschen an und schäkerte mit den auf „Kinder“ zurechtgemachten Logiermädchen, sie erhielt auch Besuch eines ehemaligen spanischen Botschafters, der so fett war, daß man ihn an seinem Gürtel aus dem Sessel hochziehen mußte, wenn er aufstehen wollte.“

1941 war ihr Mann im „ABC“ engagiert und hatte noch weniger Zeit für Aline, so beschloss sie aus Langeweile noch ein zweites Haus in der Rue Viellejust (die später in Rue Paul-Valéry umbenannt wurde) zu eröffnen. Das neue Bordell sollte eines der Extraklasse werden, Aline zahlte für die Übernahme 150.000 Francs und bekam eine vierstöckige Villa mit zehn Zimmern, die sie mit ausgesuchtem Mobiliar ausstattete. Als besonders schön galt der Garten, ein Salon mit Sesseln im Stil Ludwigs XVI., der mit Topfpflanzen überladen war. Auch sorgte sie dafür, dass die Frauen, die bei ihr angestellt waren, ein höchstmögliches Niveau hatten.

„Die blonde, verführerische Madame Billy strickte hinter der Bar und überwachte ihre Schar junger, hübscher, distinguierter Mädchen, die zum Teil sogar aus guten Familien stammten.“

Im Herbst 1941 bat Henri Coutet, Texter Édith Piafs, das Ehepaar, mit dem er befreundet war, Zimmer im oberen Stockwerk an die Sängerin zu vermieten. So zog Piaf mit ihrer Halbschwester Momone, ihrem Liebhaber und ihren Musikern für einige Zeit in das Bordell.

„Piaf: Bei Mutter Billy ist es teuer, aber man ißt wenigstens gut.“

„Mittags aß sie in der Regel nur ein Steak, das mit viel Knoblauch bedeckt war. Abends nach der Vorstellung feierte sie regelmäßig Feste. Sie lud regelmäßig Freunde ein, häufig mehr als fünfzehn. Jean Cocteau, der für sie Le Bel Indifférent geschrieben hatte, besuchte sie gern, las im Salon von Madame Billy seine Gedichte vor, riet ihr was sie lesen sollte und hielt ihr sogar Moralpredigten. […] die Gästeliste eines Abends: Marie Marquet, Raimu, Mistinguett, Maurice Chevalier, Marie Bell, Madeleine Robinson und Michel Simon, der auf dem Trottoir der Rue Saint-Denis ein Mädchen aufgegabelt hatte und sie als seine Sekretärin ausgab.“

Im Salon wurden auch geschlossene Gesellschaften gegeben. Beispielsweise lud 1942 ein holländischer Reeder sechs Freunde zu einem ganz speziellen Diner ein: Sieben große Platten sollten aufgetragen werden mit jeweils einem nackten Mädchen in der Mitte des zu servierenden Essens sitzend. Die Kellner des Maxims hatten den Service übernommen und servierten die Platten, auf denen jeweils ein Mädchen mit Kaviar, Seezungen, Käse, feinem Gebäck etc. umgeben war.
Im Mai 1943 entdeckte Édith Piaf neun junge Männer und stellte diese ihrer Freundin vor, die Gruppe mit dem Namen Compagnon de la Chanson sollte später in Frankreich sehr berühmt werden. Im Dezember 1943 zog sie schließlich aus dem Bordell aus.

## Der Zweite Weltkrieg
Es war nicht zu vermeiden, dass die ersten Kunden Offiziere der deutschen Wehrmacht und der französischen Gestapo waren, deren Hauptquartier sich nur wenig entfernt in der Rue Lauriston Nr. 93 befand, aber das war insofern ein Vorteil, da sie dank der Kundschaft immer die Möglichkeit hatte, Fleisch, Kaviar und Champagner zu beziehen.
Nach dem Krieg änderte sich die Kundschaft, und es kamen vermehrt alliierte Offiziere in das L’Étoile de Kléber. Die Soccodatos hatten während des Zweiten Weltkrieges englische Militärs bei sich versteckt und verschlüsselte Botschaften an die Résistance weitergeleitet. Sie ließen ihre Kontakte spielen und hatten so das Glück, nach dem Schließungsgesetz 1946 ihren Betrieb weiter aufrechterhalten zu können und noch an Einfluss zu gewinnen.

„In meinem Salon […] begegneten sich Schriftsteller, Journalisten, Leute vom Film und vom Chanson, Repräsentanten des Parlaments, des Senats und der Regierung. Abgeordnete und Senatoren stellten einen hohen Anteil meiner Kundschaft. Fast alle Mitglieder der zahlreichen Regierungen unter dem Präsidenten Vincent Auriol und René Coty besuchten mein Haus.“